# Almanac de Gotha
L'Almanac de Gotha és una publicació anual que compendia detalladament les dades de les cases reials, la noblesa i l'aristocràcia europees, juntament amb dades del món diplomàtic. Des de 1763 fins a 1945 es va publicar sense interrupcions. En un principi les seves edicions eren bilingües, en francès i alemany. Rep el seu nom de la ciutat alemanya on es publicava.
En finalitzar la II Guerra Mundial (1945), amb la creació de la República Democràtica Alemanya (1949) i la consegüent caiguda de Gotha sota el domini soviètic, L'Almanac es deixà de publicar. A finals del segle XX es torna a reeditar, sent un dels seus impulsors el rei Joan Carles I d'Espanya.
Al llarg de la història de la seva publicació, que començà amb només 20 pàgines, n'ha arribat a tenir 1255 repartides en dos volums.